# Hong Ren
Advertiment: Un altre personatge, Daman Hongren del segle VII. fou un patriarca del budisme chan.

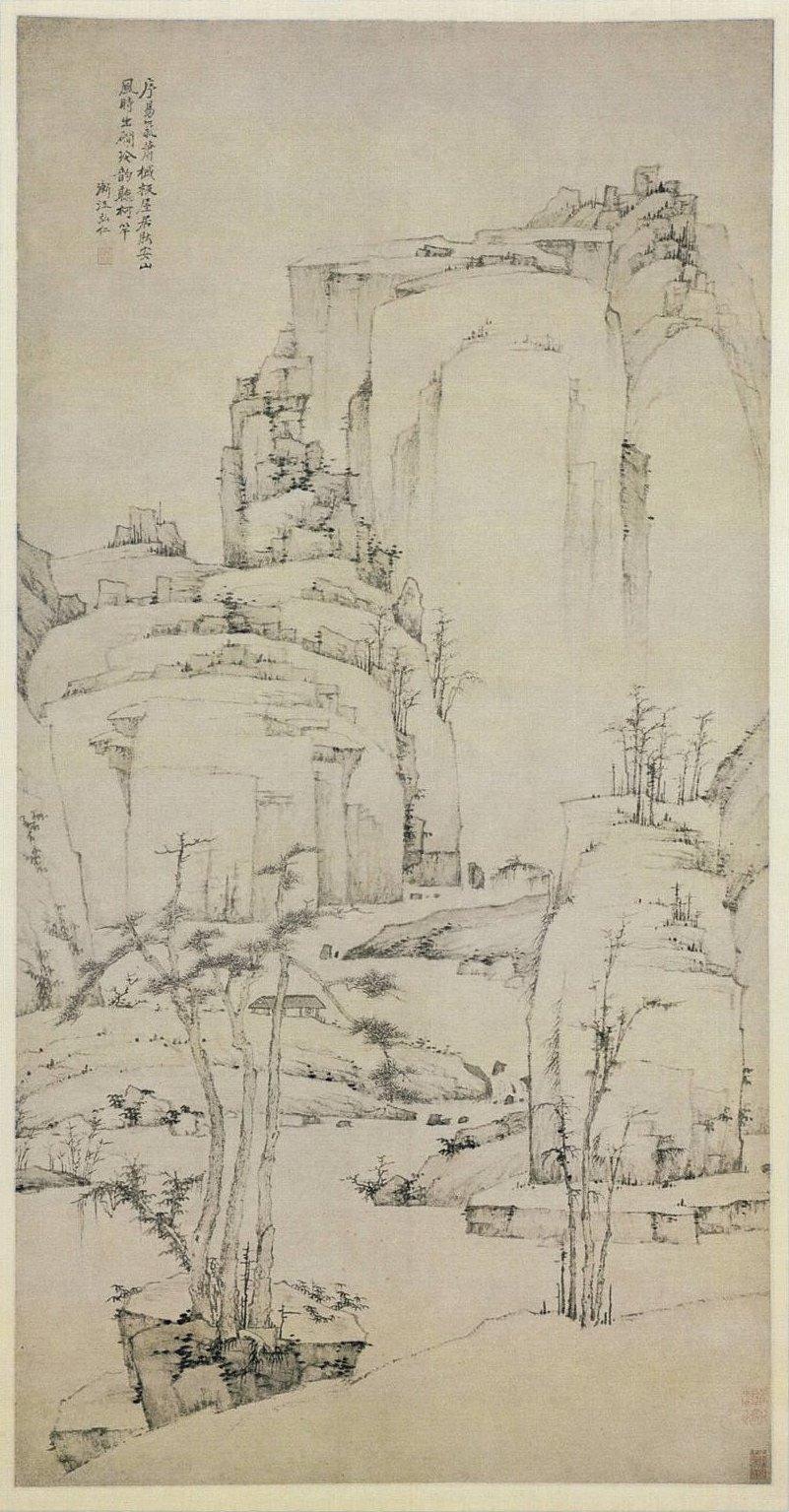
L'arribada de la tardor”', tinta sobre paper de Hong Ren, 1658-61, Museu d'Art de Honolulu

Hong Ren (en xinès: 弘仁; en pinyin: Hóng Rén) fou un pintor i escriptor sota la dinastia Qing, nascut a Shexian província d'Anhui el 1610 i mort en aquesta localitat el 1663 o 1664. Orfe de pare ben jove amb l'accés al poder de la nova dinastia que va destronar l'anterior dinastia Ming i la mort de la seva mare va esdevenir monjo budista (no fent servir el seu nom seglar: Jiang Tao). Se l'ha considerat una persona íntegra i d'una destacada pietat filial. El que se sap de la seva vida és fonamentalment dels darrers anys de la seva vida.

## Obra pictòrica
Retirat a les muntanyes (Wuyi, Huang i Yandang) es dedica, a pler, a l'activitat artística. Les seves pintures són de pinzellades elegants però simples. De la seva obra de joventut no se n'ha conservada cap. Es pot observar la influència de Ni Zan. Del seu estil s'ha dit que representava el món d'una manera neta, desmaterialitzada. Creador, a la seva maduresa, de la visió angular en els paisatges. És un dels Quatre Grans Monjos Pintors juntament amb Zhu Da, Shitao i Kun Can. Membre també de la denominada Escola de Pintura d'Anhui o Escola de Pintura de Xinan. Aquest grup també és conegut el dels “Quatre Mestres Haiyang” amb Zha Shibiao, Wang Zhirui i Sun Yi. Cèlebre per les seves pintures de les muntanyes Huangshan, com “El cim Tiandu”. Altres obres seves són “El mar” i “Pins i roques”.